# Maksim Konomi
Maksim Konomi (ur. 13 sierpnia 1946 w Tiranie) – albański matematyk, przewodniczący Komitetu Nauki i Technologii w 1992 roku, polityk Demokratycznej Partii Albanii.

## Życiorys
W latach 1991–1992 był deputowanym do Zgromadzenia Ludowego z ramienia Demokratycznej Partii Albanii, następnie w 1992 roku przewodził Komitetowi Nauki i Technologii.